# Склонение географических названий в русском языке
Склонение географических названий в русском языке: очень многие собственные имена географических объектов — географические названия (топонимы), прежде всего славянские, в русском языке склоняются по падежам.

## Общие положения
Название географического объекта, употреблённое в функции приложения с обобщающими (родовыми) географическими терминами город, район, село, деревня, хутор, река и т. п., согласуется с определяемым обобщающим (родовым) словом, то есть склоняется, если топоним русский, славянский или давно заимствован и освоен русским языком.

### Географические названия склоняются
1. В сочетании со словом город названия в форме единственного числа склоняются независимо от их рода: из города Самары, в городе Москве. Вариант в городе Москва не соответствует литературной норме. Правильно: в городе Москве (не в городе Москва), в городе Санкт-Петербурге, у города Ишимбая (не у города Ишимбай), из города Киева, над городом Парижем;
2. В сочетании с другими обобщающими словами, род которых совпадает с родом названия: в деревню Петровку, под хутором Михайловским, в селе Красном, на острове Валааме, на берегу реки Волги, на Зелёном мысе (не на мысе Зелёный), долина Сухого ручья (не долина ручья Сухой), на Русском острове (не на острове Русский).
3. Названия, оканчивающиеся на -ово, -ёво, -ево, -ино, -ыно, без обобщающего слова: в Бирюлёве, в Новокосине, в Купчине, в Автове, в Парголове.
4. Названия улиц обычно согласуются с определяемым словом, если имеют форму женского рода: на улице Сретенке; и не согласуются, если имеют форму мужского рода или представляют собой составное название: на улице Балчуг, по улице Борисовские Пруды. Но: на Балчуге, по Борисовским Прудам.
5. Названия, имеющие форму полного прилагательного, как правило, склоняются: в городе Железнодорожном, на Красной площади, на Зелёном проспекте (не на проспекте Зелёный), на Ладожском озере, по Белой реке, на Лысом холме (не на холме Лысый), в Баргузинском заповеднике, на Гыданском полуострове, в Мозамбикском проливе, в Силезском воеводстве.

### Географические названия, употреблённые в сочетании с родовым словом, не склоняются, если
1. род обобщающего термина не совпадает с родом имени собственного: в селе Углянец, в районе Люблино, на озере Байкал, в реке Урал;
2. названия оканчиваются на -е, -о: между городами Молодечно и Дорожно, до города Гродно, из города Видное;
3. название существует в форме множественного числа: в городе Великие Луки, в городе Бережаны.
Правильно: в Великих Луках, в Углянце, из Видного, но: в городе Великие Луки, в селе Углянец, из города Видное.

## Славянские названия, оканчивающиеся на-ов(о), -ёв(о), -ев(о), -ин(о), -ын(о)
Русские и другие славянские топонимы на -ов(о), -ёв(о), -ев(о), -ин(о), -ын(о) традиционно склоняются: храм в Осташкове, вокзал в Венёве, старый город в Лю́блине, телебашня в Останкине, дача в Переделкине, шоссе к Строгину́, строительство в Новокосине́, маршрут из Люблина́, политехнический колледж в Колпине. Например, у М. Ю. Лермонтова: Недаром помнит вся Россия про день Бородина́!
Однако в XX веке сложилась тенденция к использованию несклоняемых вариантов. Истоки этого явления — в картографическом и военном деле. Военные топографы, штабы в приказах и сводках имеют дело с неизменяемыми географическими названиями, совпадающими по форме с надписями на топографической карте. Это сделано, дабы избежать путаницы в дублетных названиях без окончания (Ростов и Ростово, Иванов и Иваново, Белов и Белово и т. д.). Филолог Р. А. Агеева в своей статье утверждает, что русско-японская война (1904—1905 годов) была проиграна Россией отчасти из-за неточной транскрипции японских топонимов, и приказ во избежание путаницы употреблять в военных донесениях географические названия только в именительном падеже был издан ещё в царской армии.
После переименований послереволюционного и предвоенного времени, когда на карте появились как крупные города, названные фамилиями (Ворошилов, Калинин, Киров, Молотов, Куйбышев, Пушкин, Чкалов и т. д.), так и дополнительные сёла, названные таким же образом, но в среднем роде, проблема ещё больше обострилась. В годы Великой Отечественной войны не только у многочисленных военных, но и у гражданских людей стала появляться привычка не склонять названий населённых пунктов и других объектов местности: всё это время люди читали в армейских приказах и слышали во фронтовых сводках по радио только несклоняемые формы.
«Русская грамматика» 1980 года сообщала:
Географические названия на -ово, -ево (-ёво)  и -ино, -ыно: Иваново, Бирюлёво, Кунцево, Сараево, Болдино, Бородино, Голицыно и подобные в современной разговорной, профессиональной, газетной речи обнаруживают тенденцию к неизменяемости. Несмотря на это, в письменной речи, в соответствии с действующими грамматическими правилами, географические названия на -ов(о), -ёв(о), -ев(о), -ин(о), -ын(о) склоняются: В небе над Тушином, Речь идёт об аэропорте в Шереметьеве. Несклоняемость географических наименований нормальна в следующих случаях: 1) Если такое наименование является приложением к одному из следующих обобщающих слов: село, деревня, посёлок, станция, становище, реже — город: в селе Васильково, в посёлке Пушкино, в деревне Белкино, на станции Гоголево. 2) Если населённый пункт назван собственным именем известного лица: около Репино (название посёлка под Ленинградом), недалеко от Лермонтово (название небольшого города около Пензы).
Спустя ещё два-три десятка лет несклоняемые варианты так широко распространились, что склоняемый вариант — изначально единственно верный — многими уже воспринимался и воспринимается как ошибочный. Если Анна Ахматова в своё время возмущалась, когда слышала живём в Кратово вместо правильного живём в Кратове, то теперь употребление в Кратове, в Строгине́, в Люблине́ нередко расценивается как порча языка. Но именно такое произношение и написание отвечает внутренним закономерностям русского языка и соответствует строгой литературной норме. Хотя в XXI веке наблюдается возврат серьёзных СМИ к традиционной норме, многими стала считаться нормативной и несклоняемость рассматриваемых названий.
Закрепилась также тенденция к неизменяемости ойконимов на -ово, -ёво, -ево, -ино, -ыно при их употреблении в качестве приложения к обобщающему термину.
Кандидат филологических наук, главный редактор интернет-портала ГРАМОТА.РУ Владимир Пахомов пишет:
Географические названия славянского происхождения, оканчивающиеся на -ово, -ево, -ино, -ыно, не склоняются в сочетании с родовым словом: из района Люблино́, в сторону района Строгино́, к району Митино, в городе Иваново, из деревни Простоквашино, до края Косово. Если же родового слова нет, то нормативны оба варианта, склоняемый (старый) и несклоняемый (новый): в Люблине и в Люблино, в сторону Строгина и в сторону Строгино, в Иванове и в Иваново, из Простоквашина и из Простоквашино, до Косова и до Косово, к Митину и к Митино, 8-й микрорайон Митина и 8-й микрорайон Митино. При этом склоняемый вариант соответствует строгой литературной норме (и рекомендуется, например, для речи дикторов).
Кандидат филологических наук, член Городской межведомственной комиссии по наименованию территориальных единиц, улиц и станций метрополитена при Правительстве Москвы Р. А. Агеева излагает это правило иначе:
Если перед географическим названием [среднего рода на -ино, -ево, -ово] стоит так называемый родовой географический термин (а топоним грамматически является приложением), то может склоняться только этот термин, а топоним склонять не обязательно: …в селе Дубнево или в селе Дубневе (возможно, даже предпочтительнее первый вариант). Однако, если топоним употребляется без родового географического термина, его склонение по падежам обязательно. Таким образом, будем говорить: улицы района Жулебино, но улицы Жулебина; живу в районе Жулебино, но живу в Жулебине.
В справочнике Т. Ф. Ивановой и Т. А. Черкасовой «Русская речь в эфире» обращается
особое внимание на то, что славянские названия среднего рода городов и местностей, например: Болдино, Колпино, Бородино, Дулёво, Сараево, Косово, Тырново и подобные — склоняются по общему правилу. Не склоняются лишь некоторые славянские названия населённых пунктов, расположенных на территории Белоруссии и Западной Украины (Гродно, Ровно и подобные).
Не следует путать окончания некоторых названий в творительном падеже с соответствующими окончаниями созвучных фамилий людей, например: битва под Бородино́м (Бородино́ — деревня), но я знаком с Бородины́м (Бородин — фамилия).

## Сложносоставные топонимы
Первая часть сложносоставных топонимов должна склоняться как в сочетании с родовым термином, так и без него, если топоним русский или освоен русским языком: из Камня-Каширского, в Переславле-Залесском, в Могилёве-Подольском, в Ростове-на-Дону; в городе Петропавловске-Камчатском, в городе Комсомольске-на-Амуре, в городе Ростове-на-Дону. Бывают, однако, исключения: в Гусь-Хрустальном.
Справочники дают два варианта склонений сдвоенных топонимов, у которых первая часть названия морфологически имеет средний род: Орехово-Зуево, Ликино-Дулёво, Орехово-Борисово, Выхино-Жулебино, Хорошёво-Мнёвники, Царицыно-Дачное (прежнее название железнодорожной станции), Коньково-Деревлёво и др. Первая часть таких названий — как и другие подобные топонимы — может традиционно склоняться: электричка из Орехова-Зуева, поселились в Орехове-Борисове, подъехал к Царицыну-Дачному, но может также и не склоняться, например, поезд из Орехово-Зуева.
В топонимах из двух слов, прочно слившихся в одно, с первой частью Спас-, Усть-, Соль- (Спас-Клепики, Спас-Угол, Усть-Воркута, Усть-Ладога, Усть-Илим, Соль-Вычегодск и др.) склоняются только последние их части.
Гидронимы, состоящие из собственного названия и слова «река», склоняются обеими частями: «в Москве-реке», «на Каме-реке» и «за Сестрой-рекой» и т. д.

## Названия республик
Если название республики оканчивается на -ия или -ея, то правильно согласовывать его со словом республика: в Республике Македонии, Правительство Республики Кореи.
В официальных документах отмечена несклоняемость таких названий республик: полномочный представитель Республики Кения, в Республике Корея, Кабинет Министров Республики Адыгея. В журналистской и повседневной речи эти топонимы, как правило, склоняются.
Одно время полное официальное название ФРГ было принято в форме Федеративная Республика Германии. Такая форма, например, использована в «Большой советской энциклопедии». После объединения Восточной и Западной Германии по взаимной договорённости Германии и России было принято решение не склонять слово Германия в официальном названии государства. Правильно: Федеративная Республика Германия (не Федеративная Республика Германии).
Остальные названия со словом республика обычно не согласуются: в Республике Сингапур, в Республике Куба, в Республике Тыва (Тува).

## Иноязычные географические названия

### Оканчивающиеся на-а, -я
Распространено склонение освоенных русским языком названий:
- отдыхаю в Вероне
- учусь в Бухаре
- долетел до Анкары
- привезли товар из Иокогамы

#### Французские названия
Не склоняются названия, сохранившее окончание -а из языка-источника:
- живу в Карпантра́ (Carpentras)
- фильм снят в Ла-Сьота́ (La Ciotat)

Однако названия, которые приобрели в русском языке окончание -а, склоняются:
- работаю в Тулузе (Toulouse)
- прогулялся по Женеве (Genève)
- учусь в Лозанне (Lausanne)
- плыву по Сене (Seine)

#### Эстонские, финские и карельские названия
Большинство названий испытывает колебания в склонении. Может применяться на практике как вариант женского рода 1-го склонения, так и несклоняемый (местный) вариант мужского рода:
- отдыхал в Савонлинне / в Савонлинна (местн.)
- отъехал от Питкяранты / от Питкяранта (местн.)

Названия, оканчивающиеся на -ля, обычно никогда не склоняются:
- еду в Финляндию через Вяртсиля
- купил дом в Ляскеля

Названия населенных пунктов Эстонии, мало известных русским, обычно применяются в местной несклоняемой форме:
- марафон проходил в Вяндра
- вещи людей каменного века были найдены около Кунда
- пролетел на самолете над Кейла

Названия, освоенные русским языком, склоняются:
- проживаю в Калевале
- еду в Россию через Нарву

#### Грузинские и абхазские названия
Как правило, не склоняются, однако на практике не все географические названия следуют этому правилу:
- отдыхаю в Пицунде
- выехал из Гудауты[1]

#### Сложносоставные названия
Не характерно склонение для испанских, итальянских и португальских топонимов:
- отъехал от Санта-Тереза-ди-Рива
- живу в Сантьяго-де-Куба
- привезли товар из Сантьяго-де-Компостела
- учусь в Сан-Жуан-да-Мадейра
- долетели до Жуис-ди-Фора

У названий славянского происхождения, являющихся существительными при наличии словообразовательных признаков прилагательных, склоняется последняя часть:
- прибыл из Бяла-Подляски
- долетел до Банска-Бистрицы[1]

Может также склоняться последняя часть у освоенных русским языком названий:
- долетел до Санта-Клары
- прибыл из Йошкар-Олы

#### Употребление в функции приложения
Названия большинства административно-территориальных единиц зарубежных стран, употребляемые в функции приложения, обычно не согласуются с определяемым словом:
- проживаю в штате Алабама / в Алабаме
- отдыхаю в провинции Гранада / в Гранаде

### Оканчивающиеся на-е,-о
Иноязычные названия в литературном языке не склоняются:
- работаю в Кале́
- лечу над Оренсе
- учусь в Осло
- приехал из Токио
- еду через Бордо
- родился в Мехико
- умер в Сантьяго

### Оканчивающиеся на-и,-ы
Иноязычные названия обычно не склоняются:
- прибыл из Хельсинки
- работаю в Чили
- живу в Тбилиси
- лечу над Нагасаки
- учусь в Гоби
- гуляю по Иравади
- выехал из Алматы

Однако названия, представляющие собой существительные во множественном числе, образованные по правилам русского языка от иноязычных корней, склоняются:
- работаю в Гималаях
- лечу над Пиренеями
- отдыхаю в Фивах
- прилетел из Татр
- учусь в Каннах
- выехал из Чебоксар[1].

### Оканчивающиеся на согласный
Распространено склонение освоенных русским языком названий:
- отъехал от Матансаса
- работаю близ Канпура
- пролетаю над Гиндукушем

Однако название государства Бангладеш в литературном языке не склоняется и относится к женскому роду.

#### Сложносоставные названия
Многие иноязычные названия не склоняются, в частности, английские, со второй частью -стрит, -сквер, -парк, -бич:
- похоронен в Пер-Лашез
- работаю около Майн-Милл
- учусь в Кливленд-Хайтс
- пролетаю над Пуэрто-Монт
- фильм снят в Беверли-Хиллз
- отдыхаю возле Лонг-Бич
- проживаю на Даунинг-стрит
- работаю возле Юнион-сквер
- проехал мимо Фридрих-штадт-палас
- прогулялся по Энмор-парк

Однако у названий, освоенных русским языком, может склоняться последняя часть:
- живу под Буэнос-Айресом
- фильм снят в Лос-Анджелесе

У названий, составленных по образцу «город на реке», склоняется первая часть:
- проживаю во Франкфурте-на-Майне
- прибыл из Стратфорда-на-Эйвоне[1]

#### Употребление в функции приложения
Многие зарубежные названия не согласуются с определяемым словом, когда они употреблены в качестве приложения:
- проживаю в городе Луисвилл / в Луисвилле
- учусь в городе Мобёж / в Мобёже
- работаю в городе Бенидорм / в Бенидорме
- пролетаю над штатом Техас / над Техасом
- выехал из провинции Куангбинь / из Куангбиня
- отдыхал на острове Лусон / на Лусоне
- приплыл к озеру Чад / к Чаду

Но для освоенных русским языком названий согласование с определяемым словом является нормальным:
- проживаю в городе Вашингтоне
- работаю в городе Париже
- отдыхаю в городе Каире[1]

## Склонение топонимов как условие однозначности
Пренебрежение склонением топонимов может порождать неоднозначности в письменной речи, примеры которых подчёркнуты в таблице.
| Топоним склоняется                 | Топоним не склоняется              |
| ---------------------------------- | ---------------------------------- |
| На Зелёном проспекте памятник.     | На проспекте Зелёный памятник.     |
| На Русском острове саммит.         | На острове Русский саммит.         |
| На Лысом холме сфотографировался.  | На холме Лысый сфотографировался.  |
| Ездят ли на велосипеде в Кемерове? | Ездят ли на велосипеде в Кемерово? |
| Ходят ли автобусы в г. Ишимбае?    | Ходят ли автобусы в г. Ишимбай?    |